# 奧列格·奧梅利丘克
奧列格·奧梅利丘克（烏克蘭語：Олег Омельчук，1983年6月7日—），烏克蘭射擊運動員，他代表烏克蘭隊參加了日本舉行的2020年夏季奧林匹克運動會，並且在混合團體10米空氣手槍比賽上獲得銅牌。